# Muhovac
Muhovac (izvirno srbsko Муховац) je naselje v Srbiji, ki upravno spada pod Občino Bujanovac; slednja pa je del Pčinjskega upravnega okraja.

## Demografija
V naselju živi 398 polnoletnih prebivalcev, pri čemer je njihova povprečna starost 31,5 let (31,5 pri moških in 31,4 pri ženskah). Naselje ima 95 gospodinjstev, pri čemer je povprečno število članov na gospodinjstvo 6,00.
|  |

| Demografija | Demografija     | Demografija     |
| Leto        | Št. prebivalcev | Št. prebivalcev |
| ----------- | --------------- | --------------- |
|             |                 |                 |
|             |                 |                 |
|             |                 |                 |
|             |                 |                 |
| 1948        | 431             |                 |
| 1953        | 491             |                 |
| 1961        | 520             |                 |
| 1971        | 564             |                 |
| 1981        | 629             |                 |
| 1991        | 606             | 587             |
| 2002        | 712             | 570             |
|             |                 |                 |

| Etnična sestava po popisu iz leta 2002 | Etnična sestava po popisu iz leta 2002 | Etnična sestava po popisu iz leta 2002 | Etnična sestava po popisu iz leta 2002 | Etnična sestava po popisu iz leta 2002 |
| -------------------------------------- | -------------------------------------- | -------------------------------------- | -------------------------------------- | -------------------------------------- |
| Albanci                                | Albanci                                |                                        | 567                                    | 99,47%                                 |
| Bošnjaki                               | Bošnjaki                               |                                        | 2                                      | 0,35%                                  |
| Neznano                                | Neznano                                |                                        | 1                                      | 0,17%                                  |